# Carlo Zucchi
Carlo Pietro Daniele Zucchi (Reggio Emilia, 10 marzo 1777 – Reggio Emilia, 19 dicembre 1863) è stato un generale italiano.

## Biografia
Fu un militare napoleonico che per i suoi meriti fu creato barone dell'Impero, titolo conferitogli da Napoleone. Fu un veterano dell'invasione degli Stati Pontifici, di Corfù, di Novi Ligure (terribile battaglia che, a suo dire, «costò ventisette mila vite»)  e della traversata del San Bernardo, combattendo in Tirolo, Dalmazia, a Sacile e sul Piave, a Tarvisio, Raab, Presburgo, di nuovo nel Tirolo, a Wiener Neustadt, Lützen, Bautzen e infine a Lipsia. Capitano aiutante maggiore nel 1800, capo battaglione nel 1805, tenente colonnello nel 1807, insignito dell'Ordine della Legion d'Onore e poi generale di brigata nel 1809, governatore militare a Verona, Cremona, Padova, fu ispettore generale di tutta la fanteria del Regno d'Italia napoleonico nel 1811 e 1812, governatore della fortezza di Mantova e comandante l'ala destra dell'esercito di Beauharnais alla battaglia del Mincio, la battaglia con la quale l'esercito italiano negò agli imperiali del feldmaresciallo Bellegarde la Lombardia.
Il 3 febbraio 1831 il duca di Modena, Francesco IV, fece arrestare il patriota Ciro Menotti e a Modena scoppiò  l'insurrezione, mentre a Reggio Emilia si organizzò un corpo di truppe al comando del generale Zucchi, che assumeva la guida del governo provvisorio il 7 marzo.
Gli ottocento volontari del generale Zucchi (tra i quali si distinse Manfredo Fanti e vi erano anche Enrico Cialdini, Nicola Fabrizi e Celeste Menotti, fratello di Ciro) impegnarono duramente gli austriaci come nella battaglia delle Celle, combattimento di retroguardia a Rimini (25 marzo). I militari al comando di Zucchi ripiegarono poi indisturbati, insieme ai circa seimila uomini mobilitati nei territori ribelli, sulla fortezza di Ancona, dove la rivoluzione terminava alcuni giorni più tardi.
Ad Ancona, infatti, il 28 marzo Zucchi fu costretto ad imbarcarsi per la Francia, insieme ad un centinaio di altri rivoluzionari, tentando di mettersi in salvo, ma il brigantino Isotta sul quale viaggiava venne catturato dall'allora capitano di vascello della marina austriaca Francesco Bandiera, padre dei due famosi fratelli Attilio ed Emilio, e tutti i rivoluzionari furono arrestati.

Il 4 giugno 1832 una commissione militare austriaca condannò Zucchi alla pena di morte, poi commutata in venti anni di carcere duro in fortezza a seguito dell'intervento della corte francese.
I fatti del 1848 lo trovano ancora prigioniero nella fortezza di Palmanova, della quale assumeva il comando e dalla quale respingeva l'assedio imperiale con circa 1.440 combattenti tra regolari e volontari. Obbligato a capitolare per le preponderanti forze austriache e l'assenza di rifornimenti, si ritirava a Milano dove gli veniva conferito il comando dei volontari da Gabrio Casati, ma nulla poteva dinanzi all'avanzata di un nemico superiore in tutto. La decisione di re Carlo Alberto di chiedere l'armistizio abbandonando la città agli austriaci lo obbligava a rifugiarsi a Lugano. Qui, raggiunto dalle sollecitazioni di Pellegrino Rossi, accettava di entrare a servizio del governo costituzionale pontificio, come raccontò poi nelle sue memorie. Nell'ottobre-novembre 1848 fu l'ultimo ministro delle Armi dello Stato pontificio di papa Pio IX da sovrano costituzionale.

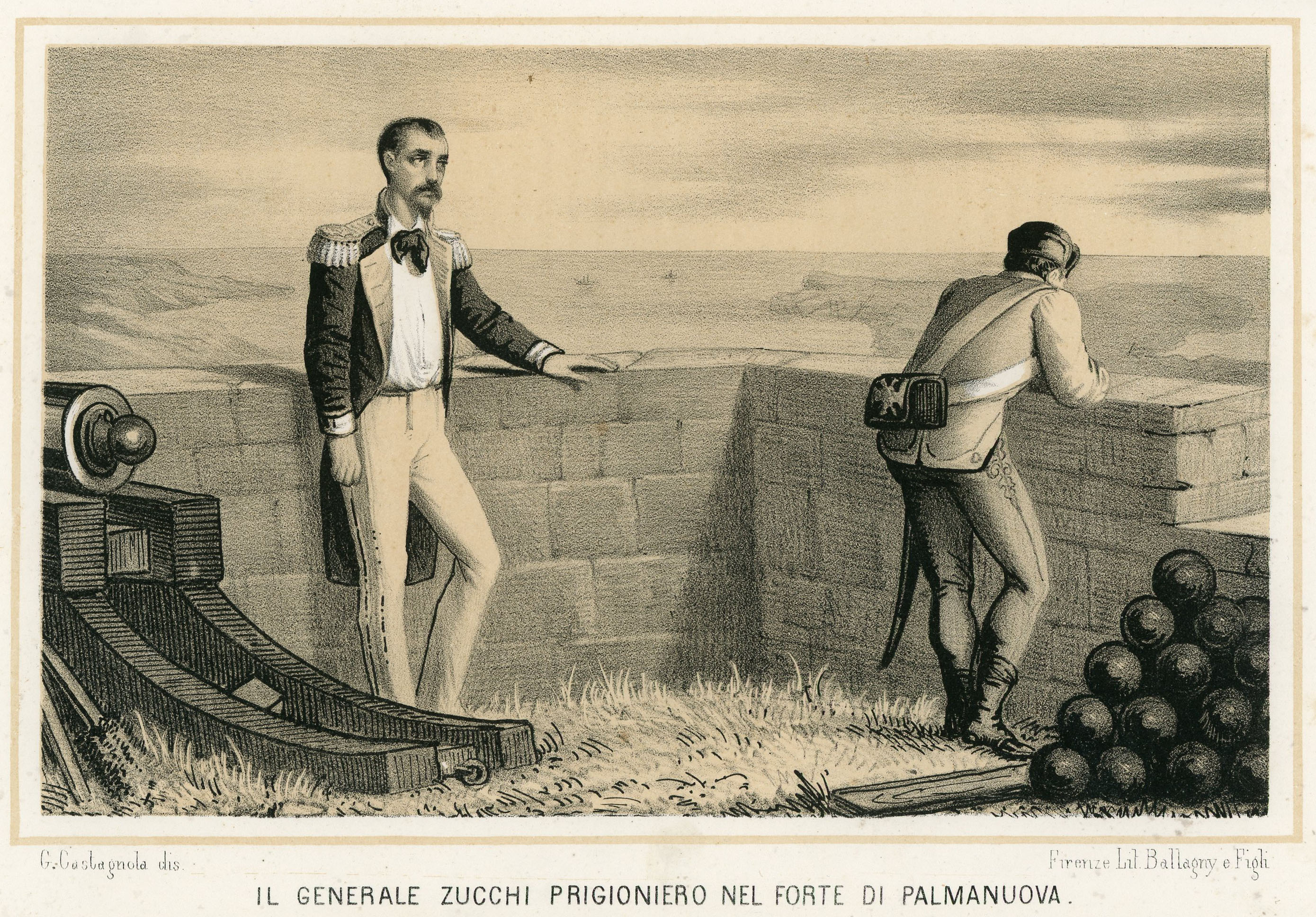
Il generale Zucchi prigioniero nel forte di Palmanuova

Trascorse gli ultimi anni di vita nella sua città natale, impegnato a scrivere le sue memorie.
Massone, fu membro attivo della Loggia "Reale Augusta" di Milano, del Grande Oriente di Francia, poi passata nel 1806 al Grande Oriente d'Italia.

## Araldica
| Stemma | Descrizione                                                             | Blasonatura |
| \| \|  | Carlo Zucchi Barone militare del Regno napoleonico d'Italia (1809-1815) | Troncato: nel 1° d'oro, all'aquila dal volo spiegato di nero, coronata dello stesso; nel 2° d'azzurro, alla zucca picciolata e fogliata, accompagnata in punta da tre gigli ordinati in fascia, il tutto d'oro. |
|        |                                                                         | |